# Keltere
Kelterne er en betegnelse, der i dag referer til kulturer og sprog i Wales, Cornwall, England, Irland, Skotland, Isle of Man, Frankrig, Spanien og Portugal. Romerne kaldte dem gallere. Folk, der talte et gælisk sprog, som er en tidlig afart af keltisk, er også en brugbar definition af gallere.
Der kan påvises keltiske befolkningsgrupper tilbage til det første årtusinde f.Kr., og de bredte sig til store dele af Europa, indtil det romerske imperium i de sidste tre århundreder f.Kr. lagde store dele af de keltiske områder under sig.
Kelterne prægede mønter mellem 300 f.Kr. og 100 f.Kr. Deres mønter blev bl.a. lavet at bronze, sølv og guld.
Den keltiske kultur spredte sig til de atlantiske øer og er tidligere set som bevis på, at keltiske befolkningsgrupper fra det europæiske fastland invaderede øerne. Nyere forskning har vist, at der ikke var tale om en invasion, men derimod en udbredelse af den keltiske kultur til øernes oprindelige befolkning.
I det 17. århundrede førte en voksende nationalisme i Europa til ny interesse for den keltiske kultur i områder, der kunne hævde at have en keltisk baggrund. Bl.a. for at bruge den keltiske arv til at skabe en national identitet gennem differentiering fra andre nationer.
Tegneseriefiguren Asterix fra Gallien er i princippet kelter.

## Kelternes historie

### Kelternes oprindelse og geografiske udbredelse
Kelterne finder udbredelse i det første årtusinde f.Kr. Arkæologien forbinder de første keltere med tre kulturperioder:
- Den første er baseret på urnemarksgrave og er dateret til slutningen af det andet årtusinde f.Kr. og var udbredt i store dele af Europa i begyndelsen af det første årtusinde f.Kr.[2]
- Den anden er baseret på spor af jernarbejder i Europa, opkaldt efter byen Hallstatt i Østrig med de første betydningsfulde fund i 1870'erne. Hallstattkulturen varede fra ca. 800 f.Kr. til 600 eller 500 f.Kr.[2] Grækerne beskriver et folk, de kalder keltoi, som dukker op lige nord for Alperne mellem 800 og 600 f.Kr. Det er også dokumenteret, at der fandtes keltere i Spanien omkring dette tidspunkt. Kelterne havde ikke et skriftsprog, men andre kilder viser, at deres samfund var sofistikerede og teknologisk udviklede. De grundlagde fyrstendømmer, der handlede med grækerne og etruskerne, men omkring 500 f.Kr. blev de rige forter i de keltiske fyrstendømmer ødelagt.[3]
- Den tredje periode har navn efter La Tène i Schweiz (La Tène-kulturen) med arkæologiske fund i 1850'erne. Den er mere kunstnerisk og kulturelt avanceret end Hallstattkulturen, og den opstår på et tidspunkt midt i årtusindet og varer indtil Romerriget besætter store dele af Europa i det sidste århundrede f.Kr.[2] Der findes spor af keltiske grupperinger fra den tid i et bånd hen over Europa fra det østlige Frankrig gennem Tyskland, Østrig og ind i Bøhmen. Omkring 400 f.Kr. bredte de sig til Italien og begyndte at bosætte sig i Podalen.

Omkring 390 f. Kr. plyndrede de Rom, men blev drevet tilbage og holdt på den anden side af Appenninerne i Podalen, som for romerne blev til Gallia Cisalpina, dvs. "Gallien på denne side af Alperne". Vandrende keltiske grupper invaderede Balkan-halvøen, og i 279 angreb de Delfi. De blev slået tilbage og led store tab, men der var alligevel keltere, der fortsatte ind i det nuværende Tyrkiet, hvor de bosatte omkring det nuværende Ankara. Grupper af keltere flyttede nok mod vest og nordvest fra det centraleuropæiske hjemland, selv om det ikke er dokumenteret. Ifølge romerne boede der et folk i Spanien, der kaldte sig keltiberianere, og på den Iberiske halvø findes der spor af keltiske dialekter. Det forklares som et resultat af tidlige, ikke registrerede, keltiske invasioner.

### Keltisk kultur på de atlantiske øer
Den keltiske kultur bredte sig til de atlantiske øer. Det skete ikke som tidligere antaget ved at keltiske befolkningsgrupper invaderede de atlantiske øer, men ved at befolkningen på øerne havde kontakt med keltiske befolkningsgrupper fra Gallien og med tiden overtog elementer af deres kultur og sprog.
(se afsnittet De atlantiske øer: Traditionelle invasionsteorier og moderne forskning)

### Romernes indflydelse på de keltiske kulturer
I de sidste tre århundreder f.Kr. erobrede det romerske imperium langsomt de keltiske områder på det europæiske fastland, bortset fra områder nord for Rhinen og Donau. Disse områder blev indtaget af germanerne. De fleste steder overlevede det keltiske sprog ikke romaniseringen, og i disse områder kom befolkningen til at tale dialekter af latin, der går forud for de romanske sprog, vi kender i dag.
I Storbritannien besatte romerne et område, der i dag er England og Wales. Det medførte tab af det keltiske sprog og den keltiske kultur på den østlige del af øen, mens disse var mere sejlivede på den vestlige del. På den nordlige del af øen, svarende til det skotske højland, var der fortsat uafhængighed, og Irland blev aldrig invaderet.

### Keltisk mytologi
Da keltisk kultur nåede sin største udbredelse, boede keltiske stammer over det meste af det vestlige og centrale Europa, men de var hverken politisk forenet eller havde et centrum for ensartet kulturel indflydelse. Et resultat af denne mangfoldighed var stor variation i trosudøvelse, selv om guden Lugh optræder over hele den keltiske verden.
Det sted, den døde kom, hed Tir inna beo (De levendes land, beo = levende), et paradis, hvor sygdom og alderdom ikke fandtes, hvor musik strømmede op af jorden, og mad og drikke dukkede op i magiske kar. Dette land var alle steder: i havet, under jorden, i huler, skove og søer. Guden Lugh hentede sit sværd Frecraid (= Svareren) dér. Keltiske guder holdt til på steder med åndelige oplevelser: lunde eller skjulte søer i hellige skove. Ofringer kendes fra Sequana (Seinens udspring), Llyn Cerrig Bach på Anglesey, Segais-brønden ved Boynes udspring og kilden ved Carrawburgh ved Hadrians mur, som var et helligsted for gudinden Coventina. Mere end fire hundrede navne er kendt på keltiske guddomme, og én gud kunne stå for alt helligt. Nogle dyr var hellige, fx okser (endda afbildet med tre horn), hjorte, vildsvin, heste, harer og gæs, mens menneskehoveder repræsenterede en dybt åndelig symbolik med en vigtig plads i keltiske myter og billeder. Alt dette forbindes i dag med keltere; men hvis kelterne, som meget tyder på, nedstammede fra de broncealderkulturer som rejste Stonehenge og andre monumentale bygningsværker langs Atlanterhavskysten, var deres troslære arven efter en kultur, som havde udviklet sig gennem tusindvis af år.
Guden for torden hed Taranis, som også sprogligt er beslægtet med den norrøne gud Tor. Lucan navngiver Taranis som en af de tre guder, kelterne skal have ofret mennesker til. Cernunnos (= den hornede) er det almindelige navn for en skikkelse med horn, dyrenes hersker, som findes afbildet på Gundestrupkedlen. Hans navn er imidlertid kun bevaret ét sted, nemlig på "Sømændenes søjle" som blev fundet under Notre Dame i 1711.
De fleste keltiske guder synes at have været genii locorum, lokale guder eller stammeguder, og kun få blev dyrket over større områder. Ud fra hvad der er bevaret af keltisk mytologi, kan man dog ane ligheder og fællestræk, som antyder mere enhed i den keltiske gudeverden end tidligere troet.

### De atlantiske øer efter romerne
Da det romerske imperium begyndte at forfalde i det 3. århundrede og 4. århundrede, opstod der en ny gruppe, pikterne, i højlandet. De truede den romerske front nordfra, mens en irsk gruppe, scottierne, plyndrede vestkysten, og de germanske anglere og saksere plyndrede østkysten. I det 5. århundrede e.Kr. faldt det romersk styrede Storbritannien, og angel-sakserne invaderede området og slog sig ned i den østlige del og dannede grundlaget for et germansk talende England. De indfødte britiske grupper, som de kaldte walisere, blev tvunget længere og længere vestpå til det, der senere blev Wales og Cornwall. De irske scotti slog sig ned på vestkysten, der med tiden tog navn fra dem og blev til Scotia. Irerne bragte slaver med tilbage til Irland fra deres togter. Blandt dem var Sankt Patrick, som var en af de missionærer, der begyndte at kristne Irland i det 4. og 5. århundrede.
Nogle af briterne fra det sydvestlige Storbritannien krydsede over til Armorica (nu Bretagne) i den vestlige del af Gallien samtidigt med, at Gallien var ved at blive til Frankrig i det 5. og 6. århundrede. Armorica havde været en del af den romerske provins Gallia Lugdunensis, men modsat resten af Gallien blev området aldrig fuldt ud romaniseret. Området blev herefter kaldt Bretagne, og briterne, der senere blev kaldt bretoner, kristnede beboerne.

### Keltiske kulturer fra den tidlige middelalder
Bretagne blev et selvstændigt kongedømme i det 9. århundrede, men i det 10. århundrede blev det et af de hertugdømmer, der udgjorde Frankrig, og efterhånden som den centraliserede kongemagt voksede i det 15. århundrede, svandt Bretagnes uafhængighed. Politisk blev Bretagne opslugt af Frankrig i 1532.

I de følgende århundreder blev fransk mere og mere udbredt i den østlige del af Bretagne på bekostning af keltisk.
I Skotland dominerede gælisktalende konger i den nordlige og den sydvestlige del af landet. Anglere dominerede i den sydøstlige del, hvor der blev talt scots, en germansk dialekt tæt på engelsk. Efterhånden førte krige mellem de forskellige mindre kongedømmer i 843 til foreningen af det, der i dag er Skotland.
I det 9. og 10. århundrede kom vikingerne på plyndringstogter på de atlantiske øer, men de vikinger, der blev på øerne, blev i høj grad assimileret.
Efter normannernes erobring af England i 1066 fulgte også erobringen af Wales, der havde været under stigende engelsk indflydelse fra det 10. århundrede. Henry III af England forenede Wales politisk med England mellem 1236 og 1243, hvor en stor del af den oprindelige walisiske kultur forsvandt. Erobringen betød også normannisk indflydelse i Skotland og Irland, hvor Henry II invaderede landet i det 12. århundrede. Gennem det 13. århundrede lykkedes det angel-normannerne at etablere sig solidt i Irland, ved enten at alliere sig med eller undertrykke de indfødte klaner. Fra normannernes indtog blev den keltiske kultur i mere eller mindre grad forsøgt undertrykt, og keltisk blev ikke længere talt blandt magthaverne.

## Genopdagelsen af den keltiske arv og konstruktionen af kelticitet
Det var først i 1700-tallet, at folk i Storbritannien og Irland begyndte at kalde sig for keltere, ligesom der ikke findes tidlige tekster, hverken irske, walisiske, græske eller romerske, der kalder beboerne på de atlantiske øer for keltere. Når betegnelsen ”keltisk” ikke har været anvendt om befolkningen på øerne før 1700-tallet, tyder det på, at den traditionelle opfattelse af, at beboerne på de atlantiske øer er af keltisk afstamning, ikke er overleveret fra oldtiden, men i stedet er en moderne konstruktion. Konstruktionen fremstiller de atlantiske keltere som det sidste levn af en engang storslået keltisk verden, der oprindelig havde sit centrum nord for Alperne, og de moderne keltere betragtes som værende essentielt de samme som de forhistoriske keltere.
Grundlaget for den konstruktion findes i politiske og kulturelle spændinger i det 18. og 19. århundredes Europa, der var præget af nationalisme. Samtidig opstod en opblomstring i interessen for den keltiske arv, og kelticiteten blev brugt som en form for selvidentifikation i flere forskellige lande. Der opstod et billede på kelten som en spirituel og ædel vildmand. Man så fortiden som en gylden tidsalder, hvor der var harmoni og kulturel enhed, der kunne bruges til en moralsk genfødsel af nutiden. Keltomanien leverede en blanding af fakta og fantasi, og den skabte en keltisk fortid ud af klassiske kilder, studier af antikviteter, overleverede fortællinger og lingvistiske studier.
I områder, der kunne hævde at have en keltisk fortid: Bretagne, Wales, Irland og Skotland, blev den brugt til at skabe en national identitetsfølelse ved at differentiere sig fra henholdsvis franskmændene og englænderne.

## De atlantiske øer: Traditionelle invasionsteorier og moderne forskning
Det er den traditionelle opfattelse, at kelterne invaderede de atlantiske øer. Der er fundet identiske stammenavne i Storbritannien og på det europæiske fastland og moderne sprogstudier har vist, at briternes og irernes oprindelige sprog er nært beslægtede med de forhistoriske galleres, og kulturgenstande i England og Irland afslører forbindelser til den kontinentale keltiske verden. Alle tre steder har produceret den karakteristiske "La Tène-kunst" med svungne linjer og stiliserede ansigter af mennesker og dyr, og der er tilsyneladende også lagt vægt på våben, fæstninger og krigsførelse alle tre steder. Desuden er der historiske dokumenter, der antyder, at de også havde religiøse fællestræk. På baggrund af lighederne mellem befolkningerne på de atlantiske øer og fastlandet, har man traditionelt betragtet de forhistoriske briter og irere som keltere, og det arkæologiske materiale er blevet tolket som et tegn på, at kelterne ankom til øerne som bølger af indtrængende fjender, hovedsageligt i jernalderen.
I dag tolker forskerne ikke længere de arkæologiske fund som beviser på en keltisk invasion af de atlantiske øer, men som tegn på, at der var kontakt mellem samfund i Storbritannien og de kontinentale keltere. Det skyldes bl.a., at ny teknologi har gjort det muligt at indsamle nye typer arkæologiske data. De data, man har til rådighed i dag, viser en helt anden jernalder end den tidligere antagne. Hvis indtrængende fjender havde erstattet den oprindelige befolkning på de atlantiske øer i jernalderen, ville arkæologerne i rigt omfang have fundet fortidslevn svarende til dem, der er fundet i områderne i Tyskland og Frankrig, der anses for at være det oprindelige keltiske hjemland. Man ville ligeledes have fundet tegn på, at de indtrængende grupper overførte hjemlandets landbrugsteknikker, religiøse ritualer og kulturelle skikke som fx begravelsesritualer, og man skulle forvente at finde de rektangulære hustyper, som er kendt fra kontinentet, men det er ikke tilfældet. Spor af den type er fundet andre steder, hvor historiske tekster beretter om keltiske invasioner, men de findes næsten ikke i Storbritannien og Irland. Til gengæld tyder fundene på, at befolkningen på de britiske øer har haft kontakt med kelterne på fastlandet. Typen af genstande (sværd, dele fra køretøjer og smykker) og den kunstneriske stil på øerne fra den midterste og sene jernalder minder meget om det europæiske fastlands, men er langt fra de samme. Disse forskelle har vist, at der ikke er tale om befolkningsgrupper, der stammer fra fastlandet, men fra den oprindelige bronzealderbefolkning på de britiske øer. Men det viser også, at befolkningen på de britiske øer i jernalderen til tider var i kontakt med kelterne fra Gallien og med tiden har overtaget elementer af deres kultur.

## Kelterne i dag
I dag bruges termen "keltisk" om befolkningsgrupper og deres kultur og sprog i Wales , Irland, Skotland, Isle of Man og Bretagne. Op gennem det 19. og 20. århundrede opstod en række pan-keltiske bevægelser og organisationer, der har til formål at styrke kontakten mellem keltiske grupper. Organisationerne arbejder både inden for politik og kulturelle områder som sprog, sport og musik.
Selv om forskningen har vist, at de moderne keltere ikke har nogen genetisk relation til beboerne i det, der antages at være kelternes centraleuropæiske hjemland, betyder det ikke nødvendigvis, at det er urimeligt at tale om, at beboerne på øerne kulturelt set er keltiske, hvorimod det ikke kan bruges som en racebetegnelse.